# Game Power
A Game Power foi uma  revista brasileira sobre jogos eletrônicos, que possuía o foco nos consoles da Nintendo. Em 1994, a revista se fundiu com a SuperGame originando a SuperGamePower.